# Juan Rufo
Juan Rufo Gutiérrez (Cordova, 1547 circa – Cordova, 1620) è stato uno scrittore e militare spagnolo.

## Biografia
Era il figlio di un tintore soprannominato Rofos. Da giovane si rifugiò in Portogallo per aver commesso alcune irregolarità amministrative. Cambiò il suo cognome in Gutiérrez Rufo, variando il soprannome Rofos di suo padre. Visse a Toledo e Siviglia, Madrid e Napoli. Ebbe una giovinezza ribelle e avventurosa, perse il suo tempo di studente a Salamanca, subì diversi arresti e dové combattere per i suoi debiti di gioco. A 21 anni si arruolò nell'esercito di Don Giovanni d'Austria e nel 1568 partecipò alla campagna militare contro la rivolta dei Moriscos a Granada ed in seguito alla battaglia di Lepanto. A seguito di queste sue esperienze militari scrisse il suo poema epico La Austríada, un poema di scarso valore artistico e con carattere prevalentemente descrittivo sulle guerre di Granada e la battaglia di Lepanto, dove celebra le imprese del suo principe. Tuttavia l'opera fu lodata dal Cervantes che, nello scrutinio della Biblioteca di Don Chisciotte, fu considerato come uno dei tre migliori poemi cavallereschi castigliani e uno dei tesori più ricchi di poesia della Spagna.
Di maggiore interesse Los seiscientas apoftegmas (Le seicento massime), argute e ingegnose meditazioni moralistiche in forma proverbiale e aneddotica.